# Aleksandra Kaczkowska
Aleksandra Kaczkowska, znana też jako Alex Lua Kaczkowska (ur. 23 listopada 1974 w Warszawie) – polska dziennikarka muzyczna, prezenterka telewizyjna, fotografka, videografka i graficzka.

## Życiorys
W branży radiowej pracuje od 1996. Pierwsze autorskie audycje prowadziła w Jazz Radio Mariusza Adamiaka (w klubie Akwarium) w paśmie nocnym „Ballady jazzowe”. Jeszcze w trakcie pracy w Jazz Radio, w 1997, dołączyła do ekipy dawnego Radia Wawa, gdzie razem z Marcinem Perchuciem współprowadziła sobotnią popołudniową audycję „Radioaktywna wojna na czereśnie”. W 1998 razem z Robertem Leszczyńskim prowadziła koncert transmitowany w TVP z warszawskiego klubu Harenda z okazji otwarcia pierwszego tematycznego kanału telewizji polskiej „Tylko Muzyka”, w którym przez kolejne dwa lata prowadziła programy muzyczne, w tym listę przebojów.
Po odejściu z Radiostacji, w latach 2004–2006 pracowała w Radiu Bis, prowadząc autorską muzyczną audycję „Rozmowy z dźwiękiem” i publicystyczną „Pod prąd”. Na festiwalu w Opolu w 2005 była jedną ze współprowadzących Koncert Galowy „Wielkie, Większe, Największe” na 80-lecie Polskiego Radia. 9 września 2006 zadebiutowała jako redaktorka PR III Polskiego Radia, w którym przygotowywała i prowadziła audycję „Popołudniowe rozmowy z dźwiękiem” w sobotnim paśmie „Zapraszamy do Trójki” oraz, od października 2007, cotygodniową audycję „Ciemna strona mocy”. W 2013 otrzymała nagrodę dla dziennikarki radiowej roku w plebiscycie Radiofony.
W 2022 roku zakończyła pracę w Polskim Radiu i została dziennikarką radia internetowego rockserwis.fm.
Wystawiała swoje prace w Polsce i za granicą. Fotografowała między innymi dla magazynów „Viva!”, „”Zwierciadło”, „Sukces”, „Wysokie Obcasy Extra”, „Sens”, „Machina”, „Logo”.
Jest córką dziennikarza i byłego prezentera Programu III Polskiego Radia, Piotra Kaczkowskiego, oraz wnuczką fotografika Adama Kaczkowskiego.